# Tornaszentjakab
Tornaszentjakab község Borsod-Abaúj-Zemplén vármegyében, az Edelényi járásban.

## Fekvése
Az Északi-középhegység északi peremén, a szlovák határ mentén helyezkedik el, a Gömör-Tornai karszt területén. Tornanádaskától 10, Miskolctól 80 kilométerre található.
A község közúton a 2614-es úton érhető el, amelyből itt (a település közigazgatási határvonalán) ágazik ki a zsáktelepülésnek számító Debrétére vezető 26 122-es út.
Autóbusszal a Volánbusz által üzemeltetett 4136-os járattal közelíthető meg.

## Nevének eredete
Temploma védőszentjéről, Szent Jakabról kapta nevét, a Torna előtag az egykori vármegye nevének emlékét őrzi.

## Története
Szentjakab (S. Jacobus) nevét 1273-ban említették először az oklevelek Zenth Jacab alakban írva. A település Thekus fiainak vásárolt birtoka volt. 1273-ban IV. László király a Thekus fiainak visszaadta a birtokot, melyet apja V. István király vett el tőlük. 1317-1319-ben az egri püspök dézsmáját átadta a káptalannak. 1332-ben már említették Szent Jakabról elnevezett egyházát is, melynek papja 8 garas  pápai tizedet fizetett.

## Közélete

### Polgármesterei
- 1990–1994: Pásztor József (FKgP)[4]
- 1994–1998: Pásztor József (FKgP)[5]
- 1998–2002: Dr. Simkó László (független)[6]
- 2002–2006: Dr. Simkó László (független)[7]
- 2006–2010: Dr. Simkó László (független)[8]
- 2010–2014: Kondásné Galkó Mónika (független)[9]
- 2014–2019: Kondásné Galkó Mónika (független)[10]
- 2019–2024: Kondásné Galkó Mónika (független)[11]
- 2024– : Kondásné Galkó Mónika (független)[1]

## Népesség
A település népességének változása:
| Lakosok száma | 198  | 200  | 213  | 215  | 198  | 210  | 211  |
|               | 2013 | 2014 | 2015 | 2021 | 2022 | 2023 | 2024 |

2001-ben a település lakosságának 95%-a magyar, 5%-a cigány nemzetiségűnek vallotta magát.
A 2011-es népszámlálás során a lakosok 100%-a magyarnak, 7% cigánynak mondta magát (a kettős identitások miatt a végösszeg nagyobb lehet 100%-nál). A vallási megoszlás a következő volt: római katolikus 73%, református 12,5%, görögkatolikus 6,5%, felekezeten kívüli 5% (3% nem válaszolt).
2022-ben a lakosság 88,4%-a vallotta magát magyarnak, 5,6% szlováknak, 3% cigánynak, 0,5% egyéb, nem hazai nemzetiségűnek (10,6% nem nyilatkozott; a kettős identitások miatt a végösszeg nagyobb lehet 100%-nál). Vallásuk szerint 38,9% volt római katolikus, 6,6% református, 2,5% görög katolikus, 4% felekezeten kívüli (48% nem válaszolt).

## Nevezetességei

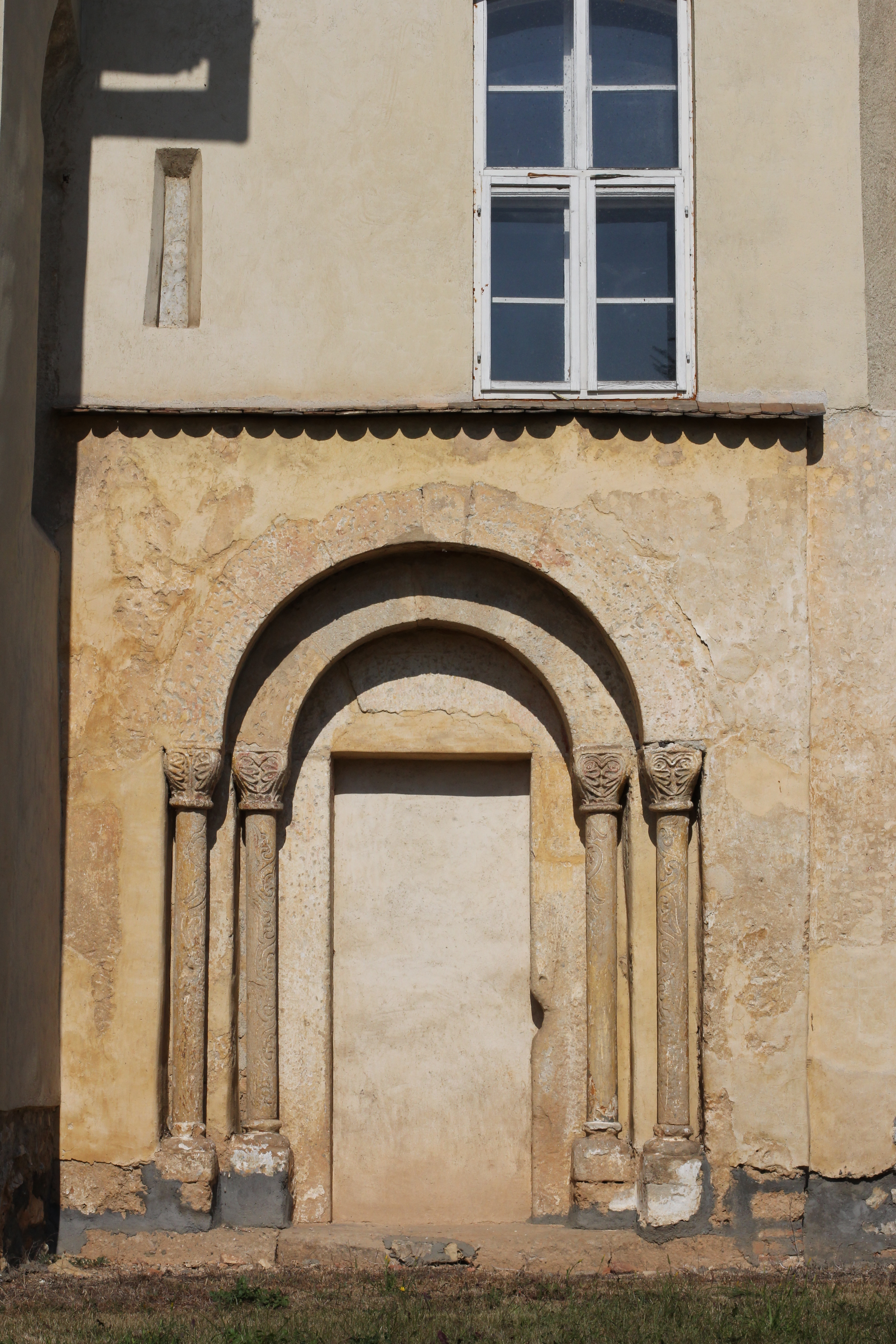
A római katolikus templom kapuzata

- A római katolikus templom kapuzataRómai katolikus templom: A feltehetően 12. századi eredetű kis romanikus templomhoz (mint Vizsolyban) nyugatról gótikus hajót toldottak. A romanikus hajó déli falán három magas résablak és szőlőindás oszloppárokkal közrefogott félköríves záródású kapuzat. A gótikus hajó déli oldalán az egykori bejárat és gótikus ablakok maradványai. Keleti falában a szentélytől kétoldalt egy-egy ablak, utóbbi a későbbi sekrestyében látható.

Az 1746-os egyházlátogatási jegyzőkönyv szerint az ekkor még református kézben lévő templom javításra szorult, de belsejében még látszottak a falfestmények. A század közepén vették vissza a katolikusok, akik helyreállították. A hajót a körítőfalakhoz épített falpilléreken nyugvó boltozatokkal fedték le, s a nyugati homlokzat elé tornyot építettek.
Az 1834. évi földrengés után 1875-1876-ban a megrongálódott boltozatot és az apszis falát megújították.
- Református templom
- Népi lakóházak

## Külső hivatkozások
- Tornaszentjakab az utazom.com honlapján